# گسترش بستر اقیانوس

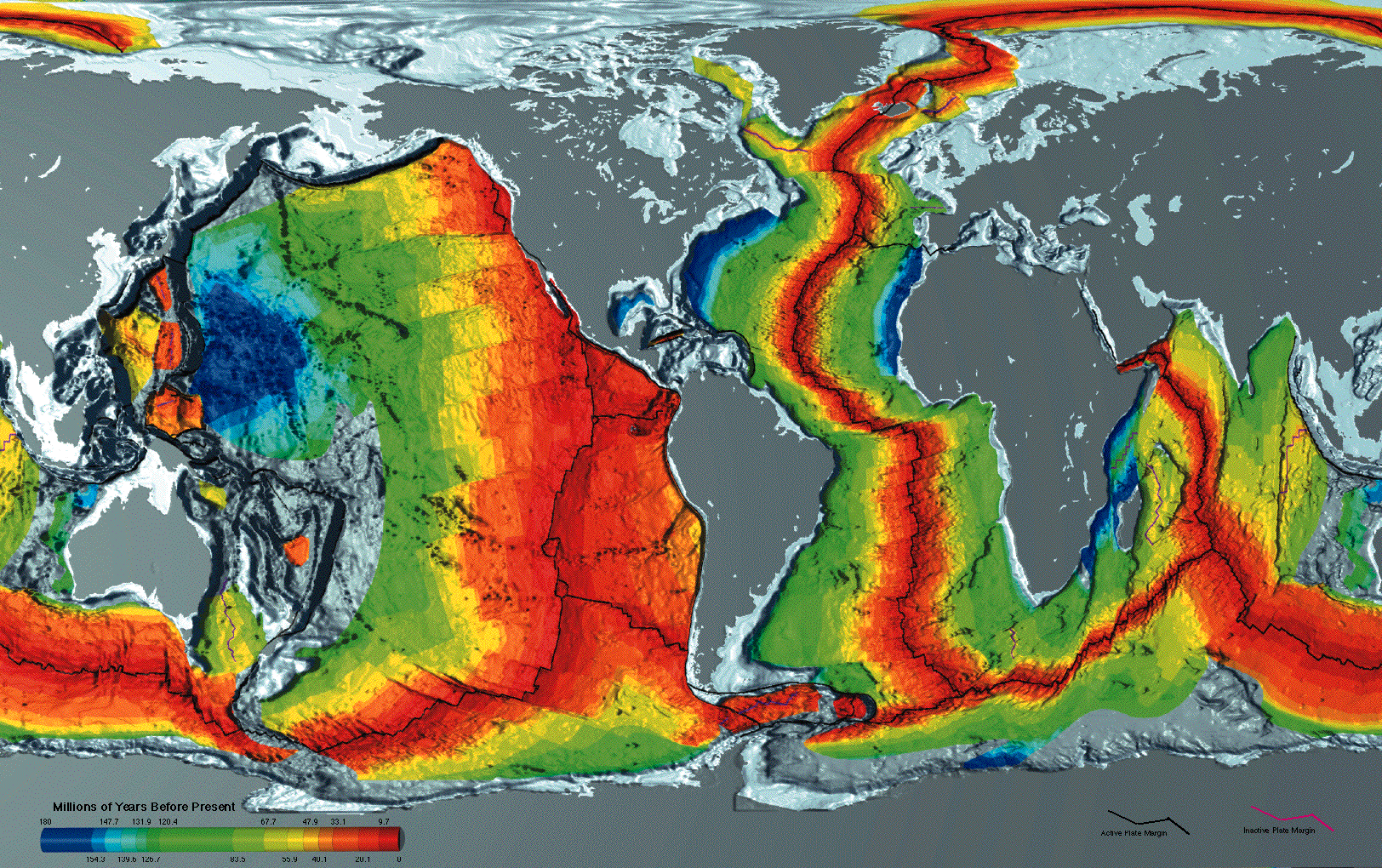
سن پوستهٔ قاره‌ای، قرمزتر جدیدتر و آبی‌تر قدیمی‌تر است.

گسترش بستر اقیانوس پدیده‌ای است که در میانه کف اقیانوس‌ها و در قسمتی که شیار و پشته‌های کف اقیانوس‌ها وجود دارند روی می‌دهد. در این مکان بر اثر فعالیت‌های آتشفشانی پوسته‌های جدید اقیانوسی تشکیل می‌شوند و این پوسته‌ها به مرور پشته‌های کف اقیانوس را از خود رانده و باعث رانش و دور شدن قاره‌ها از هم می‌شوند.